# Талгарська міська адміністрація
Талга́рська міська адміністрація (каз. Талғар қаласы әкімдігі, рос. Талгарская городская администрация) — адміністративна одиниця у складі Талгарського району Алматинської області Казахстану. Адміністративний центр — місто Талгар.
Населення — 63883 особи (2021; 45529 у 2009, 43353 у 1999, 43645 у 1989).
Станом на 1989 рік існувала Талгарська міська рада (місто Талгар).